# Раух, Левин
Барон Левин Раух (хорв. Levin barun Rauch de Nyek, венг. Levin Rauch; 6 октября 1819, Лужница, Королевство Хорватия, Габсбургская империя (ныне Запрешич, Хорватия) — 25 августа 1890, там же, Австро-Венгрия) — хорватский политический и государственный деятель, первый официально назначенный королевский наместник — бан Королевства Хорватии, Далмации и Славонии (1867—1871). Идеолог хорватского домобранства. Сыграл большую роль в заключении венгерско-хорватского соглашения 1868 года, определившего положение Хорватии и Славонии в составе венгерского королевства как части дуалистической Австро-Венгерской монархии.

## Биография

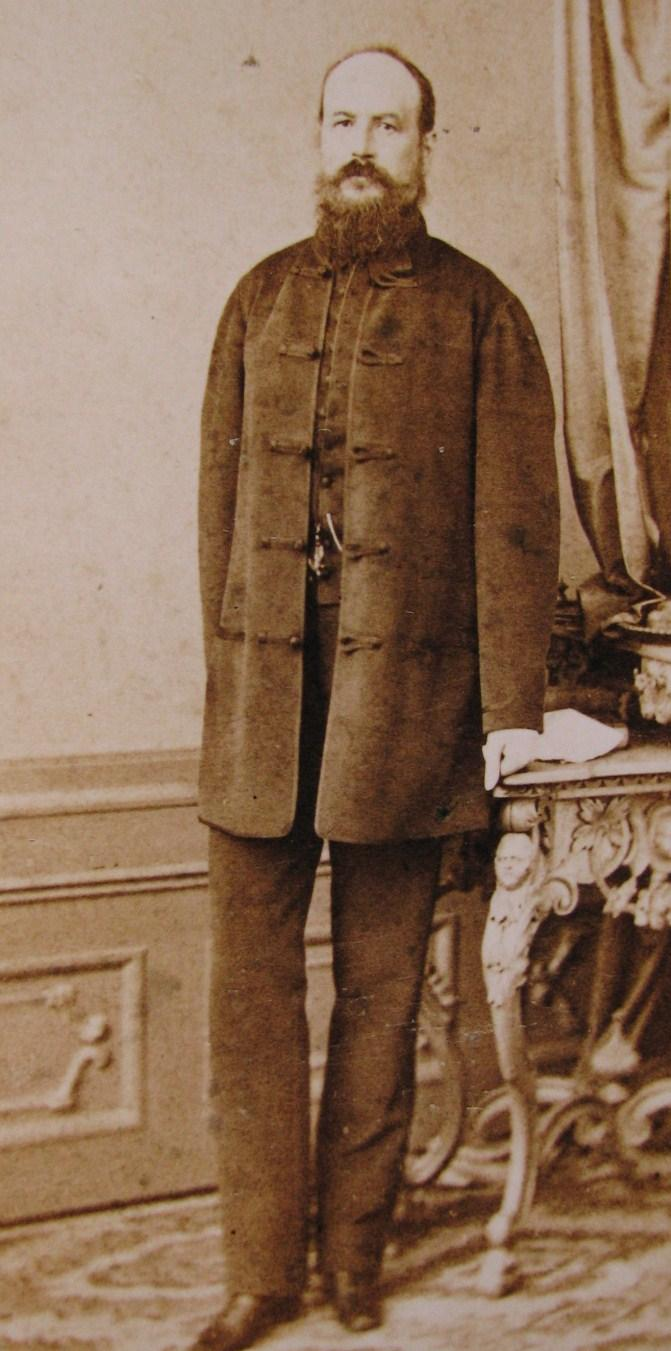
Бан Левин Раух, идеолог хорватского домобранства, говорил: «Приложите усилия, чтобы новый институт назывался хорватско-венгерском домобранством и чтобы мы гордились своей землёй и защищали государственные интересы»

Из дворян. Его дед и отец носили титул фрайхерр. Получил юридическое образование. Активно занялся политической деятельностью.
В 1841 году был одним из основателей и руководителей хорватско-венгерской партии. Противник иллирийского движения.
В 1860 году он стал одним из лидеров юнионистской партии (преемнице хорватско-венгерской партии), которая выступала за воссоединение Хорватии и Славонии в составе венгерского королевства.
После создания Австро-Венгрии, Л. Раух был назначен (первоначально только временно) баном Королевства Хорватии, Далмации и Славонии. На этом посту он, внеся изменения в избирательный закон, сумел провести в хорватский сабор (парламент) бо́льшую часть депутатов-юнионистов и, таким образом, в 1868 году способствовать заключения венгерско-хорватского соглашения.
На своём посту использовал суровые методы правления, ограничивал политические свободы, выступал против оппозиционной Национальной партии.
Уволен с поста бана после обвинений в финансовых злоупотреблениях.
В 1867 году получил титул барона.